# Vitimskij
Vitimskij (in russo Витимский?) è un insediamento di tipo urbano della Russia, situato nell'Oblast' di Irkutsk.